# Rezervația biosferei Dana

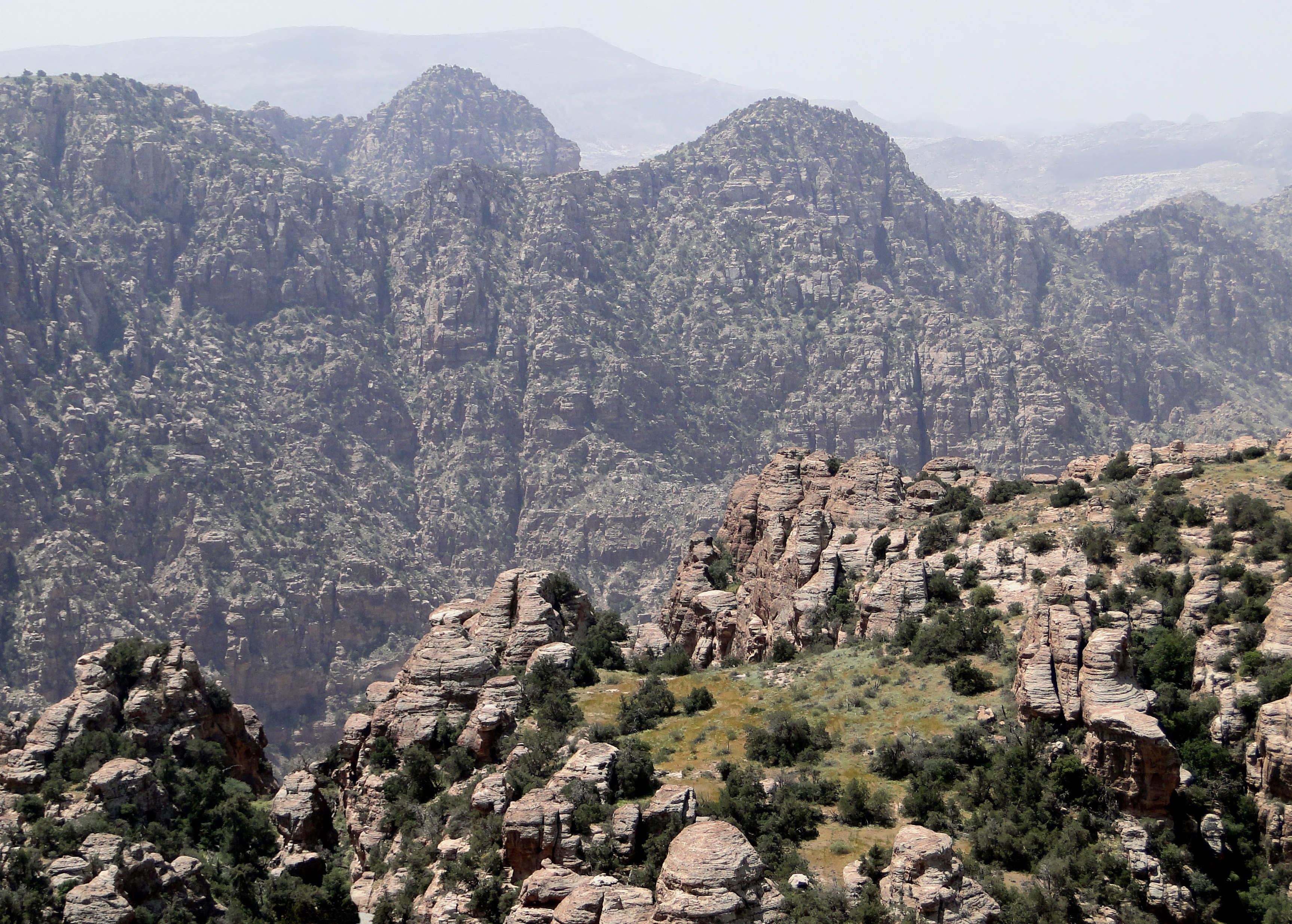
Peisajul rezervației Dana

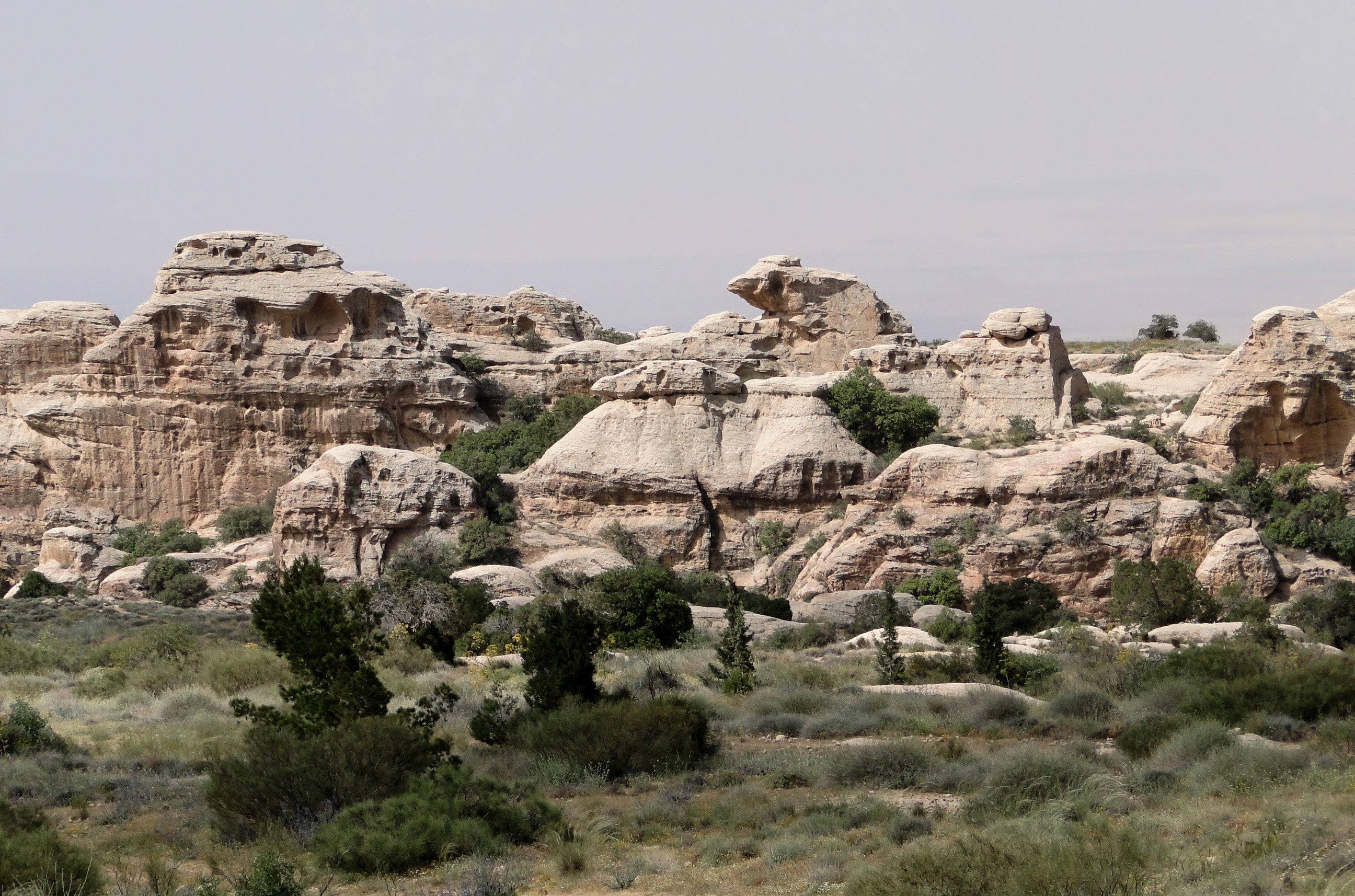
Peisajul rezervației Dana

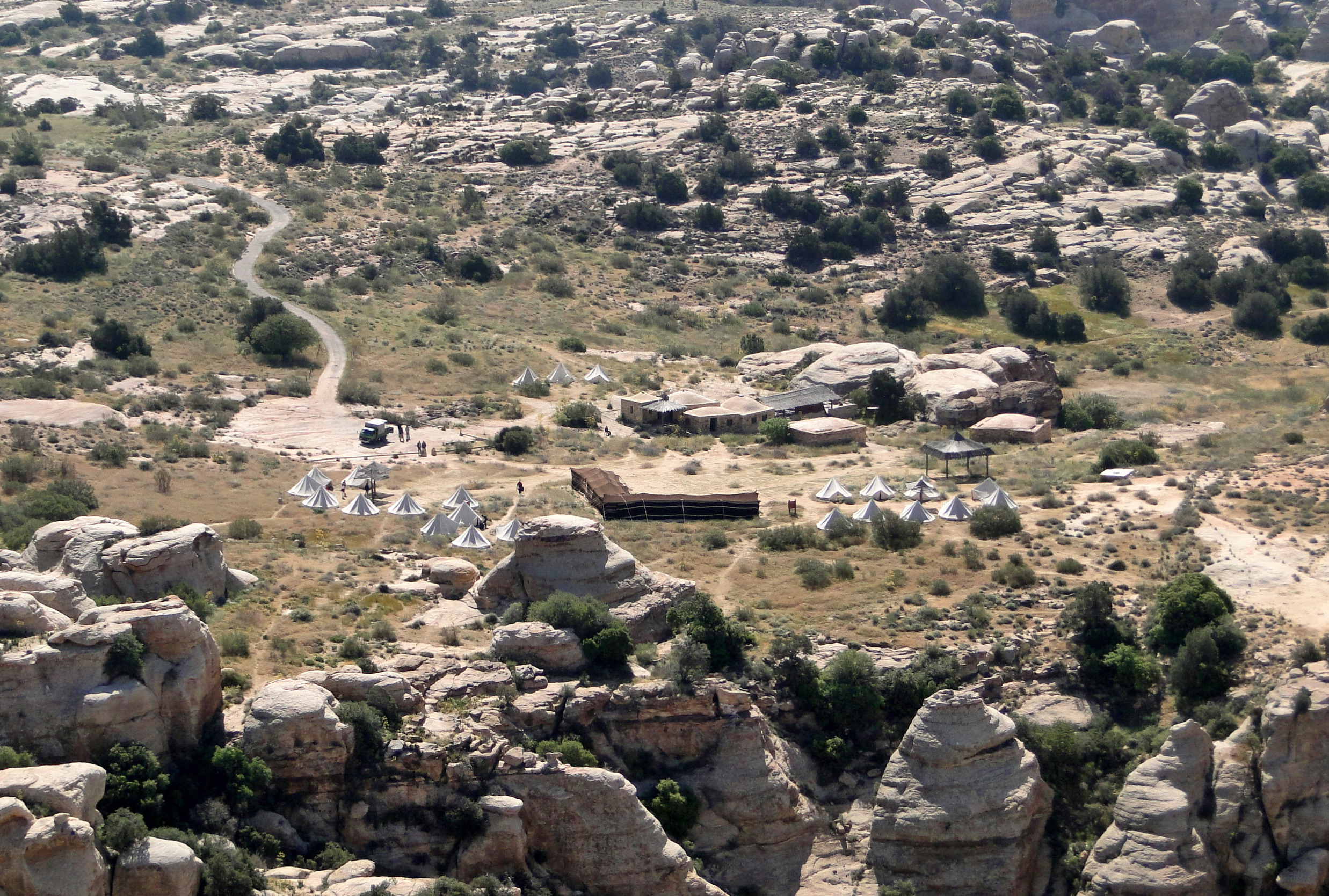
Camping Rummana

Rezervația biosferei Dana este cea mai mare rezervație naturală a Iordaniei, și este situată în zona central-sudică a acestei țări. Rezervația Biosferei Dana a fost înființată în 1989 în zona din și în jurul satului Dana și a Wadi Dana cuprinzând 308 kilometri pătrați.

## Prezența umană
Oamenii din tribul Ata'ta (sau Al Atata) sunt locuitorii nativi  din Rezervația Biosferei Dana. Istoria lor din Dana datează de 400 de ani, dar așezarea lor inițială în zonă datează de peste 6000 de ani. Pe lângă prezența poporului Ata'ta, descoperirile arheologice sugerează că aici a fost o așezare paleolitică, egipteană, nabateană și romană.

## Cazare
Vizitatorii rezervației naturale Dana și a satului Dana pot sta la Hotelul Cooperativ Dana și în alte locuri de cazare.

## Geografie
Rezervația Biosferei Dana coboară de la o altitudine de 1.500 de metri pe platoul Qadisiyah până în zona deșertică joasă a Wadi Araba. Geologia variată a Danei conține calcar, gresie și granit. Zona Wadi Dana are ca particularități stânci de gresie modelate de vânt. Dana este singura rezervație naturală din Iordania care traversează patru zone bio-geografice; mediteraneană, irano-turaniană, saharo-arabă și sudaneză. 

## Flora și fauna
Mediul divers al Danei găzduiește 703 specii de plante, 215 specii de păsări și 38 specii de mamifere.

### Plante
Dana este cea mai diversă zonă pentru plantele din țară, formată din numeroase tipuri de vegetație, inclusiv: ienupăr fenician, stejar peren, dune de nisip și salcâm.  Dana este cea mai sudică zonă din lume care găzduiește chiparosul. Dintre sutele de specii de plante care se află în Dana, trei nu pot fi găsite nicăieri altundeva în lume. Multe plante, în special copaci și arbuști, cresc în zonele înalte ale rezervației naturale.

### Specii pe cale de dispariție
Ibexul nubian amenințat, serinul sirian, caracalul și vindereul mic se regăsesc în această rezervație, iar planurile de salvare a speciilor au fost lansate de Fondul Global pentru Mediu în 1994. În plus, cea mai mare colonie de reproducere a serinului siriene se află în rezervația naturală Dana. Amenințările la adresa animalelor includ și vânătoarea. 